# 中远海运国际（新加坡）
中远海运国际（新加坡）有限公司，簡稱中远海运国际（新加坡），以及中远海运国际（英語：COSCO SHIPPING International (Singapore) Co., Ltd，SGX：F83），在1994年，由中国远洋运输（集团）公司進行收購而設。該公司前身為「新加坡中遠集團股份有限公司」，也是新加坡海峽時報指數成份股的，前身為「中远投资（新加坡）有限公司」。
其主要業務經營維修、造船、海岸油田為主，其次為船務貿易，也就是旗下中远船务工程集团有限公司。總部位於新加坡新達城大廈2期淡馬錫道9号7楼。董事長為馬澤華，總裁為吳子恆。

## 連結
- 官方网站